# Archéométrie
L'archéométrie étymologiquement la « mesure des choses anciennes », est la discipline scientifique qui développe et utilise des méthodes d'analyse physiques ou chimiques et de mesures quantitatives et qualitatives des vestiges matériels dans le cadre des études archéologiques et de la conservation préventive des vestiges archéologiques. Ces méthodes recouvrent plus généralement l'ensemble des dispositifs et protocoles employés en datation absolue, en prospection géophysique, en caractérisation des matériaux, micromorphologie, céramologie, sédimentologie, archéobotanique (carpologie, palynologie, anthracologie), archéozoologie, anthropologie biologique (paléopathologie, parasitologie, etc.), analyses des matériaux anciens dans un objectif d'interprétation et de datation des objets et sites archéologiques. L'archéométrie est à ce titre une archéoscience et mobilise de nombreux spécialistes ayant une formation bidisciplinaire, ainsi que de nombreux laboratoires d'analyse à travers le monde.
Les cinq grands domaines de mesure concernés par l'archéométrie sont l'espace (mesure du terrain et des provenances), le temps (datation absolue, vieillissement et usure), les matériaux (analyse qualitative, quantitative), les végétaux (restitution des environnements, des milieux et des climats, alimentations et agro-systèmes), animaux (environnements, milieux, climats, alimentations et agro-systèmes), l'Homme (santé, caractéristiques physiques, paléodémographie, etc.).

## Origines de l'archéométrie

### Terminologie
Le terme d'archéométrie s'impose dans le champ scientifique à partir de la fin des années 1980, transitant rapidement de l'anglais archaeometry au français archéométrie dans les années 1990. Dans la littérature scientifique anglophone, il correspond aujourd'hui au concept d'archaeological sciences.

### Une science nourrie par les révolutions de la physique théorique
Outre les outils classiques de l'archéologie pour situer, classifier et ordonner ses découvertes en grandes catégories, aires culturelles et typologies fonctionnelles, les grandes révolutions techniques et scientifiques du XXe siècle ont donné naissance à de nombreuses nouvelles méthodes permettant d'analyser des échantillons, à l'échelle macroscopique mais surtout microscopique. Les grandes révolutions de la science de la matière ont ainsi permis de mieux connaître la structure des molécules, des atomes, ainsi que des phénomènes physiques jusque lors inconnus, bien que soupçonnés, tels que la radioactivité. L'applicabilité de ces nouveaux protocoles de laboratoire, permettant de quantifier finement la matière, aux échantillons issus de l'archéologie s'imposa très rapidement, notamment en matière de datation absolue : la datation par le Carbone 14 constitue probablement l'innovation la plus célèbre en la matière, puisqu'elle fut mise au point dans les années 1940 avant de faire l'objet d'un prix Nobel de chimie pour son découvreur, Willard Frank Libby. Peu à peu, l'essentiel des protocoles d'analyse d'échantillons de matière reposant sur les acquis récents de la physique nucléaire et quantique furent adaptés à l'analyse qualitative et quantitative des échantillons archéologiques.

### Principaux outils
Les principaux outils de l'archéométrie sont l'analyse physique et l'analyse chimique de la matière. L'archéométrie étudie ainsi tantôt des rapports de présence / absence entre plusieurs espèces chimiques, des structures de la matière témoignant d'un traitement spécifique de la matière par les populations anciennes, des "traces" chimiques témoignant des gisements exploités par les sociétés ancienne pour se fournir en ressources naturelles. Pour quantifier et qualifier, l'archéomètre utilise l'essentiel des instruments de la chimie qualitative (spectrométrie, spectroscopie de masse, etc.) et de la chimie quantitative (emploi de réactions chimiques à la suite desquelles une détermination de la masse ou du volume d'espèce chimique étudiée est réalisée, grâce à l'analyse gravimétrique, qui peut se faire par combustion, ou grâce à l'analyse volumétrique par titrage). 
L'observation microscopique, la radiologie X d'échantillons, ainsi que le recours aux analyses en lames minces permettent enfin à l'archéomètre d'atteindre des échelles de la matière nouvelles en matière d'analyse des objets archéologique. Ainsi, la composition des argiles employées en céramique, la structure des métaux anciens, les traces microscopiques présentes sur des outils, ainsi que des agents pathogènes anciens découverts sur des vestiges osseux ou organiques, deviennent perceptibles et constituent des sources d'information cruciales pour la compréhension des passés.

### Histoire de la discipline en France
L'archéométrie de tradition française a été fondée par Maurice Picon (1931-2014), celui-ci ayant œuvré à convaincre la communauté scientifique que la discipline de l’archéométrie n’est pas une science annexe de l’archéologie. Il figure aussi parmi les membres fondateurs du Groupe des Méthodes Pluridisciplinaires Contribuant à l'Archéologie (GMPCA), l'association faisant le lien entre les acteurs pluridisciplinaires de l'archéométrie. Un centre européen de l'archéométrie a été créé à Liège, en Belgique. Il dépend de l'université de Liège (ULiège).
Cette discipline possède une revue scientifique spécialisée, dénommée Archeometry. Les revues Journal of Archaeological Science et Journal of Archaeological Science: Reports publient également de très nombreux travaux d'archéométrie. L'archéométrie en France s'est aussi constituée autour d'un réseau de spécialistes au sein du CAIRN , le « Compétences Archéométriques Interdisciplinaires Réseau National ».

## Domaines d'application
L'archéométrie met en œuvre un large panel d'approches analytiques, depuis le terrain jusqu'à l'échelle de l'objet ou des témoins paléo-environnementaux.

### Matériaux étudiés
Les matériaux étudiés par les archéomètres peuvent appartenir à plusieurs catégories : naturels ou de synthèse, et au sein de ces deux grandes familles, organiques ou inorganiques. Ces caractéristiques déterminent fortement les outils d'analyse, l'échantillonnage, les protocoles de prélèvement et de mesures suivis.

#### Matériaux naturels

##### Organiques
- Végétaux
- Restes d'animaux (peaux, cuirs, collagènes, ossements, etc.)
- Formations organiques naturelles (stromatolites)

##### Inorganiques
- Roches
- Gemmes
- Métaux
- Minerais
- Verres volcaniques
- Pierres de foyer

#### Matériaux de synthèse

##### Organiques
- Polymères
- Stéarine
- Peintures et pigments
- Encres

##### Inorganiques
- Céramiques
- Terres cuites architecturales
- Statuaire en pierre
- Alliages métalliques (cuivreux, ferreux, etc.)
- Plâtres, mortiers
- Verres anthropiques
- Glaçures, vernis, engobes

### Disciplines utilisées

#### Sédimentologie
- Géomorphologie
- Géochimie
- Granulométrie
- Morphoscopie
- Exoscopie
- Minéralogie
- Pédologie
- Micromorphologie

#### Botanique
- Palynologie
- Carpologie
- Anthracologie
- Phytolithologie

#### Archéozoologie
- Biométrie
- Taphonomie
- Entomologie
- Malacologie
- Ichthyologie

#### Anthropologie biologique
- Morphologie
- Paléodémographie
- Paléobiochimie
- Paléobiologie moléculaire.

Les archéologues et parfois la médecine légale utilisent notamment le fait que la qualité des dents et des os, et leurs teneurs en certains éléments-traces métalliques: métaux lourds (Pb, Hg, Sr, Ba et Cd par exemple), métalloïdes (tels que As), et oligo-éléments (tels que Ca, Mn, Fe, Cu) diffèrent très significativement selon le statut social, l'alimentation et le lieu de vie avant la mort (caractère rural ou citadin, littoral ou montagnard…) de la personne, ainsi que selon son régime alimentaire (produits de la mer, viande, légumes, etc.). Ces différences viennent notamment de l'alimentation, qui influe la vie durant sur la biochimie des oligo-éléments (et la biochimie d'autres éléments, non-essentiels) dans les phanères (c'est-à-dire dents, cheveux et ongles) et les os qui peuvent persister longtemps post-mortem.
Ainsi avant les années 1990, les archéologues ont beaucoup utilisé le taux osseux de Sr et Ba car il était associé à une consommation de viande plus élevée, caractéristique dans certains contexte (hors chasseurs/cueilleurs) associée à un statut social élevé. Ces deux métaux ont donc souvent été utilisés en archéométrie pour renseigner sur le statut social et la diète alimentaire des personnes durant leur vie,,,,,. Ces éléments sont toutefois moins utilisés depuis les années 1990,,, au profit de méthodes jugées plus fiables et précises, basées sur les rapports d'isotopes stables du carbone (C) et de l'azote (N) mais aussi des isotopes du strontium (Sr) dans les os car à la différence du lien, linéaire entre le plomb sanguin chronique et le plomb osseux, il n'y a pas de relation linéaire entre le taux de Sr des aliments et le Sr dans l'os humains, la diagenèse pouvant notamment affecter les taux de Sr et de Ba,. On a récemment (2019) montré que la distribution corporelle du Sr est aussi influencée par des éléments régulés par des processus métaboliques (Zn notamment) ; le Sr peut donc en archéométrie être mal interprété.
Autre exemple: les nombreux usages du plomb dans l'empire romain se sont traduits par des taux de plomb osseux élevés (indiquant parfois un saturnisme aigu ou chronique). Avec d'autres indices, ils peuvent montrer qu'un os appartenait à un esclave travaillant dans les mines, un ouvrier manipulant du plomb ou une personne de statut social élevé utilisant des fards au plomb, sucrant certains vins ou aliments avec de l'oxyde de plomb, utilisaient du plomb dans ses médicaments ou mangeant dans de la vaisselle de plomb et buvant de l'eau transportée par des tuyaux de plomb et/ou stockée dans des cuves de plomb.

#### Analyse des matériaux
- Tracéologie
- Pétrographie
- Céramologie
- Métallurgie
- Métallographie
- Microanalyse des composants
- Microscopie électronique
- Cyclotron

#### Datation absolue
- Archéomagnétisme
- Dendrochronologie
- Radiocarbone
- Thermoluminescence